# Кандіша (фільм 2020)
Канді́ша (англ. Kandisha) — французький фільм жахів, написаний і знятий Жюльєном Морі та Александром Бустілло. У фільмі зіграли Матільда Ламюсс, Сюзі Бемба, Самарканд Сааді, Мерієм Саролі, Валід Афкір.

## Сюжет
Під час літніх канікул три найкращі подруги Амелі, Бінту та Морджана проводять вільний час разом із сусідськими підлітками. Вночі вони розважаються, розмальовуючи стіни покинутої будівлі, яка призначена для знесення. Одного разу вони знаходять напис на стіні «Кандіша». Морджана розповідає моторошну історію про могутнього і мстивого демона Айшу Кандішу з марокканської легенди: «У двох словах, вона привид прекрасної жінки, яка знищує чоловіків».
Прямуючи додому Амелі зустрічає свого колишнього хлопця, який нападає на неї та намагається зґвалтувати. Якимось дивом вона втікає. Вдома, налякана і засмучена, Амелі пригадує історію Кандіши і кличе її. Невдовзі хлопець гине під колесами автомобіля. Легенда виявляється правдивою, і тепер Кандіша не зупиниться поки не забере шість життів.
Три подруги намагаються зробити все, щоб стримати це зле створіння і зняти прокляття.

## Актори
- Матільда Ламюсс: Амелі
- Сюзі Бемба: Бінту
- Самарканд Сааді: Морджана
- Мерієм Саролі: Кандіша
- Валід Афкір[fr]: ректор
- Бакарі Діомбера: Ако
- Шандор Фунтек[fr]: Ерван
- Фелікс Гло-Дельпор: Антуан
- Ділан Кріф: Бен
- Нассім Л'єс: Абдель

## Прем’єра
Світова прем’єра фільму відбулася на кінофестивалі у Сіджасі 16 жовтня 2020 року у рамках «Офіційного фантастичного конкурсу» (ісп. Oficial Fantàstic Competición).